# カーティス・ストライカー
カーティス・ストライカー（Kurtis Stryker）はミッドウェイゲームズとNetherRealm Studiosの対戦型格闘ゲーム『モータルコンバット』シリーズに登場する架空の人物。初出は1995年の「Mortal Kombat 3」。
外界（Outworld）の侵略者から人間界（Earthrealm）を防衛するために、雷神のライデンによって選ばれた機動隊員である。本シリーズでは数少ない、特殊能力を持たないキャラクターの1人であり、装備品と武器を駆使して敵を倒す。
ストライカーは、ゲーム以外の様々なメディアにも登場しており、1996年のアニメシリーズ「Mortal Kombat: Defenders of the Realm」では中心人物として登場する。登場以来、このキャラクターは超自然的な能力を持ったキャラクターが多数存在する本シリーズの世界観にマッチしていないとして否定的に評価される傾向にあり、初期のモータルコンバットに登場するキャラクターの中ではあまり評価されていないファイターの1人である。

## キャスト
演
- マイケル・オブライエン（『Mortal Kombat 3』-『Mortal Kombat Trilogy』）
- ターモー・ペニケット（Webドラマ『Mortal Kombat: Legacy』）
- エリック・ヤコブス（Webドラマ『Mortal Kombat: Legacy II』）

担当声優
- マシュー・マーサー（『Mortal Kombat（2011年版）』、長編アニメーション映画『Mortal Kombat Legends: Battle of the Realms』））
- ロン・パールマン（テレビアニメ『Mortal Kombat: Defenders of the Realm』）

モーションキャプチャー
- Lawrence Kern（『Mortal Kombat（2011年版）』）

## 開発秘話
ストライカーが『Mortal Kombat』シリーズに登場するまでには、何度か試行錯誤が行われた。初代『Mortal Kombat』には「カーティス・ストライカー」というキャラクターが登場する予定だったが、女性キャラクター（ソニア・ブレイド）に変更されたため、このアイデアは立ち消えになった。この没キャラクターは、後に『Mortal Kombat II』でジャックスという別の名前で登場し、『Mortal Kombat 3』でようやくストライカーとして登場した。 ストライカーはSWATのキャラクターとして作られたが、より洗練されたデザインになっている。開発者は当初、彼にいくつかの武器を追加で持たせることを計画していたが、メモリの制限により実現しなかった 。「MK:A」の初期のコンセプトアートと全キャラクターが集合したポスターでは「Mortal Kombat 3」におけるデザインをモチーフにしていたが、このデザインがキャラクターに対する拒否感の原因の1つだったため、キャンセルされた。2006年の「Mortal Kombat: Armageddon」では、より近未来的なキャラクターにリニューアルされている。
ストライカーは、爆発物、銃器、スタンガン、警棒などの近代的な武器を駆使する特殊技やフェイタリティを持つ。「Ultimate Mortal Kombat 3」で特殊技として銃を使用するようになってからは、「MK3」のトップクラスのキャラクターとみなされている（この技はオリジナルのMK3に搭載される予定だったが、プレイテスト中に外された）。キャラクターデザイナーでシリーズの共同制作者であるジョン・トビアスは彼がゲーム内で最も人気のあるキャラクターの1人になると考えていたが、実際はその逆の結果となった。彼の一般人のような外見と特殊技は、モータルコンバットのファンタジーな世界観にはそぐわないと多くの人が酷評した。エド・ブーンはこの理由から、彼をMK3の「隠れた秘密」の1つであると主張した。ストライカーは「MK:A」において、元のデザインに対する批判を受け、より魅力的な外見にする意図で一新された。2012年にトビアスは自身がキャラクターに満足しておらず、個人的にストライカーのデザインとバックストーリーを嫌っていることを認め、もし過去に戻ってどんなキャラクターでも作り直せるなら、ストライカーとカバルを作り直したいと冗談交じりに語っている。

## 登場作品

### ゲーム版
湾岸戦争に従軍していた元海兵隊という経歴を持ち、「Mortal Kombat 3」では、外界のポータルがニューヨーク市上空に開かれた際、暴動鎮圧隊のリーダーを務めた。ストライカーは、混乱状態に陥った市街地の治安を守ろうとしたが、間もなく、選ばれし戦士たちを除くすべての人間の魂がカーンに奪われた。 当初は、なぜ自分が侵略を免れたのか分からなかったが、ライデンからのヴィジョンを受け取り、他の選ばれた戦士と会うため、そして自身の生存の重要性を知るために西へ向かうよう指示される。そして、自分が守ると誓った罪のない人々の仇を討つべく戦いに身を投じ、他の戦士たちとともに、シャオ・カーンの支配から人間界を解放することに貢献する。
「MK:A」で再登場し、なぜ自分が神々に選ばれたのか、まだ気づいていなかった。 アルマゲドンの戦いでは、ミレーナ、カバル、カノウと戦うが、最終的に他の多くの戦士たちと同様に殺されている。同作のエンディングではブレイズを撃破して得た力で善悪を超越した存在となり、法の力に拠らず自らの武力で悪を鎮圧するようになる。
2011年のリブート作品「Mortal Kombat」では、ストライカーはカバルが所属するSWATチームのリーダーを務め、ライデンたちとともに外界からの侵略の迎撃に当たった。その後、シンデルによってほとんどの人間界の戦士とともに殺され、クァン・チーの手でレヴナントとして復活し、ライデンと戦っている。「Mortal Kombat X」と「Mortal Kombat 11」では短い間登場し、クァン・チーとシノックの傀儡として戦った。

### その他のメディア
1996年に放映されたアニメシリーズ「Mortal Kombat: Defenders of the Realm」に主要人物の1人として登場。ライデンに選ばれ、リュウ・カン、サブ・ゼロ、ジャックス、ソニア、ナイトウルフ、キタナとともに人間界の守護者として活躍した。同作では、ぶっきらぼうで厳格な人物として描かれており、ナイトウルフのペットのオオカミのキバ（Kiva）を軽蔑している。 彼の使用する警棒には、他の領域の侵入によって発生する次元の裂け目を閉じる電子デバイスが隠されている。ストライカーが最も活躍するのは、第7話「Fall from Grace」で、戦場でソニアをかばって負傷し、謹慎中のソーニャと二人だけで本部に監禁されるが、2人は意見の相違を超えて協力し、ショカンの侵略から基地を防衛した。ジョニー・ケイジがアニメ版に登場しないため、ストライカーが彼の特徴を受け継いでいる。 声優はロン・パールマンが担当し、エンディングでは苗字が "Striker "と誤記されていた。
1997年の映画『モータルコンバット2』では、ストライカーはカバルとともにレイン に捕らえられ殺された「人間界最高の2人の戦士」として言及されているが、2人とも映像には一切登場しない。そしてレインは、彼らに命乞いをさせなかったことを認めた後、すぐにシャオ・カーンに粛清された。 ストライカーとカバルは、脚本初稿ではより詳細な役柄で登場し、バラカ が監督する外界の鉱山「コバルトマイン（cobalt mine）」で奴隷として働く囚人で、キタナが捕らえられている場所でもある。その後、リュウ・カンが潜入し、バラカを殺害してキタナを救出した後、ストライカーとカバルは反乱を起こした囚人たちを牽引して看守を撃退する。このストーリーは、後の初稿では削除され、ノベライズ版でも描写されていない。
ケヴィン・タンチャローエン監督による2011年公開のウェブシリーズ「Mortal Kombat: Legacy」の第1シーズンでは、ストライカーはジャックスの指揮下のSWATリーダーとして序盤の2つのエピソードに登場し、ターモー・ペニケット が演じた。 黒龍会が利用している倉庫内でソニアがカノウに拘束された際、彼女を救出するためにジャックスとともに襲撃を行い、ストライカーたちは構成員と銃撃戦を繰り広げることになる。その後、ソニアを見舞いに病院を訪れ、爆発から彼女を守ったジャックスの両腕が損傷が著しい状態であることを伝えた。 2013年の第2シーズンではペニケットに代わってエリック・ヤコブスが演じ、ストライカーの目立った登場シーンは第3話のライデンが自身の選んだ戦士たちにトーナメントについて説明する場面と、最終話でリュウ・カンの待ち伏せにあう前にジョニー・ケイジの傷の手当てをし、ストライカーがテーザー銃で彼を攻撃するがほとんど効果がなかった場面である。 リュウ・カンが優位に立ち、ストライカーとケイジを仕留めようとしたところに、クン・ラオが割って入った。 2013年のNerd Reactorのインタビューで、ヤコブスはストライカーを「水を得た魚」と表現した。「他のキャラクターが火の玉やらを使っているのに対して、彼は銃を使っている」と述べ、このドラマにおけるストライカーは「『Mortal Kombat 3』の時のような、ドーナツを食べるロサンゼルス市警察の警官のような出で立ちには見えない」と付け加えた。
2021年公開の映画『モータルコンバット』にはストライカーは登場しないが、カバルのベストには彼の名字の入った警察バッジがあり、カバルに殺害された可能性が示唆されているが、特典映像では彼のパートナーとして言及されており、カバルがストライカーを称賛していることが分かる。
ストライカーは「Mortal Kombat Legends: Battle of the Realms」に登場し、「Mortal Kombat（2011年版）」のマシュー・マーサーが再演した。 トーナメントに参加する人間界の戦士の1人として登場し、バラカに勝利した。しかし、シャン・ツンと戦った際に肉体を乗っ取られ、闘技場の柱の刃に貫かれ、自らの手で頭部をもぎ取らされて死亡した。

## 批評
このキャラクターは「MK3」の初登場以来、賛否両論を呼んでいる。2008年、GameDailyはストライカーを「最も奇妙な格闘ゲームキャラクター」のリストで9位にランク付けし、「冗談みたいなキャラクター」と評し、俳優のスティーブン・セガールと比較した。Game Informer は、ストライカーを「スタンガン使いの負け犬」として、2011年のリブート作品に登場してほしくないキャラクターとして名を挙げた。 2011年、Topless Robotのライアン・アストンは、ストライカーを「『モータルコンバット』の基準からしてもマヌケな」シリーズのキャラクターのリストの上位にランクインさせ、彼の「至って普通」の外見と武器が他のキャラクターと対照的であることから「非常に奇妙」であると評している。 1UP.com のダスティン・クイレンは、2012年の「モータルコンバットが迷走した瞬間トップ10（The Top Times Mortal Kombat Went Wrong）」と題したリストの中でストライカーを挙げ、超能力を持たないことから「このキャラクターは（シリーズの）どこにも属さない」と意見している。
多くの批判を受けながらも、ストライカーはUGOが2012年に発表した、モータルコンバットのキャラクタートップ50で18位にランクインしている。 同年、Complexは最も過小評価されているモータルコンバットのキャラクターのリストで彼を6番目に挙げた。「彼はあまりに普通であるために嫌悪される傾向にあるが、それこそが我々が彼を評価する理由だ」と述べた。 Den of Geekが2015年に行った、シリーズの64人のプレイアブルキャラクターの評価では、ストライカーは16位にランクインしており、「『アルマゲドン』のオープニング映像でミレーナをいきなり殴り飛ばしたことやパールマンのキャラクター描写を理由に挙げて、 「リブート版では、好感が持てる、不機嫌そうな切れ者として登場し、興味を引く存在になった（ "[He] really became something worth caring about in the reboot, where he came off as a likeable, disgruntled smart-ass."）」と述べている。。 2010年、雑誌のPlayは2011年のリブート版で登場してほしいキャラクターの1人にストライカーを挙げ、Hardcore Gaming 101のRobert Naytorはリブート版のストライカーを 「とてもイカしてる」、「格闘ゲームの中で最もジョン・マクレーン に近いキャラクターだ」と絶賛している。